# Хейтер, Кристин
Кристин Хейтер (англ. Kristin Hayter, род. 1986) — американская певица, мультиинструменталистка и автор-исполнитель, в 2017—2023 годах выступавшая под псевдонимом Lingua Ignota.

## Биография
Хейтер родилась в 1986 году в Дель-Мар (округ Сан-Диего, штат Калифорния). Она получила междисциплинарное художественное образование в Школе Чикагского института искусств и закончила магистратуру по литературе в Университете Брауна (Провиденс). В качестве магистерской работы она защитила работу под названием Burn Everything Trust No One Kill Yourself, представлявшую собой 10 000-страничную компиляцию апроприированного материала на тему мизогинии и домашнего насилия в диапазоне от сообщений на интернет-форумах и текстов из буклетов метал-альбомов до полицейских и судебных материалов дела о насилии в отношении самой Хейтер.
В 2017 году Хейтер начала издавать записанную ей музыку под псевдонимом Lingua Ignota (с латыни — «неизвестный язык»). При выборе сценического имени она вдохновлялась искусственным языком, известным из трактата монахини, визионера и писательницы XII века Хильдегарды Бингенской: по словам Хейтер, как в видениях Хильдегарды центральное место занимали сцены всесожжения, и она считала, что новый язык дан ей Господом, чтобы описать неописуемое, так и Хейтер сочинение музыки — это одновременно изобретение нового языка и освобождение себя, сходное с самосожжением. Первую запись под названием Let the Evil of His Own Lips Cover Him (альбом из четырёх композиций, основанных на материалах магистерской работы, дополненный одним кавером) Хейтер самостоятельно распространяла через Bandcamp, направляя все доходы в пользу организации, оказывающей поддержку жертвам домашнего насилия. Альбом All Bitches Die Хейтер в том же году тоже выпустила собственными силами, но затем альбом попался на глаза боссу независимого канадского лейбла Profound Lore, который в 2018 году перевыпустил его. Альбом был с энтузиазмом принят в металлическом сообществе. Lingua Ignota в качестве разогревающего артиста провела североамериканский тур с экспериментальной метал-групой The Body.
В 2019 году на Profound Lore вышел второй альбом Caligula, записанный с сессионными музыкантами Сэмом Маккинли (The Rita), Ли Бьюфордом (The Body) и Тедом Бирнсом (Cackle Car). Альбом получил высокие оценки от многих музыкальных изданий, включая Pitchfork, Revolver, The Quietus.
21 февраля 2020 года вышел альбом супергруппы Sightless Pit, состоящей из Хейтер, Бьюфорда и Дилана Уокера (Full of Hell), Grave of a Dog, записывавшийся в течение двух предыдущих лет из-за несовпадения гастрольных графиков музыкантов.
6 августа 2021 года Хейтер выпустила альбом Sinner Get Ready. В декабре 2021 года Хейтер обвинила лидера группы Daughters Алексиса Маршалла, с которым в течение двух предшествующих лет состояла в отношениях, в физическом и сексуальном насилии.
В ноябре 2022 года Хейтер объявила, что прекращает выпускать и исполнять музыку под псевдонимом Lingua Ignota после завершения тура 2023 года, объяснив это тем, что постоянное проживание худших событий её жизни наносит вред её здоровью. Через месяц она объявила о запуске вместе с сооснователем группы Vile Creature KW собственного лейбла Perpetual Flame Ministries. Позже майский европейский тур Хейтер всё же был отменён из-за обострения последствий травмы спины.
Очередной альбом Saved! Хейтер выпустила на Perpetual Flame Ministries 20 октября 2023 года под именем Преподобная Кристин Майкл Хейтер (Reverend Kristin Michael Hayter).

## Творчество
Жанровую принадлежность альбомов Lingua Ignota обычно определяют как смешение элементов академической классической музыки и экстремальных направлений электронной музыки (нойз, индастриал). Звучание Caligula в меньшей степени сформировано индустриальными эффектами и в большей — «чистыми» инструментами (фортепиано и перкуссией). В интервью Хейтер говорит, что ставит цель переосмыслить понятие «экстремальной музыки», например, исполняя жестокие по содержанию тексты в подчёркнуто строгой музыкальной форме. При этом главным инструментом Хейтер рецензент Revolver называет её сильный и разносторонний голос и то, что оставляет тексты песен чётко различимыми.
Ключевым событием жизни и источником творчества, по словам Хейтер, для неё стали долговременные абьюзивные отношения с неназванным музыкантом нойз-сцены Провиденса и связанные с этим пережитое насилие и унижения, вызванные соприкосновением с правоохранительной системой. Домашнее насилие, его последствия и их преодоление — центральная тема её записей.
Один из приёмов, которые использует Хейтер — апроприация, использование чужих текстов, помещаемых в новый контекст. Хейтер включает в тексты песен цитаты из различных источников (от личных разговоров до фрагментов исторических текстов). Рецензент The Quietus сравнивает её художественной метод с методом писательницы Кэти Акер, так же помещавшей в свои произведения большие отрывки из чужих текстов.

## Дискография

### Lingua Ignota
Альбомы
- Let the Evil of His Own Lips Cover Him (2017, издан самостоятельно)
- All Bitches Die (2017, издан самостоятельно, в 2018 году переиздан на Profound Lore)
- Caligula (2019, Profound Lore)
- Sinner Get Ready (2021, Sargent House)

EP
- Commissioned (2019, сплит с The Rita, издан на Total Black)
- Agnus Dei (2021, Sargent House)

### Reverend Kristin Michael Hayter
- Saved! (2023, Perpetual Flame Ministries)

### Sightless Pit
- Grave of a Dog (2020, Thrill Jockey)